# Darrall Imhoff
Darrall Tucker Imhoff (San Gabriel, 11 oktober 1938 – Bend, 30 juni 2017) was een Amerikaans basketballer. Hij won met het Amerikaans basketbalteam de gouden medaille op de Olympische Zomerspelen 1960.
Imhoff speelde voor het team van de Universiteit van Californië - Berkeley, voordat hij in 1960 zijn NBA-debuut maakte bij de New York Knicks. In totaal speelde hij 12 seizoenen in de NBA. Tijdens de Olympische Spelen speelde hij 8 wedstrijden, inclusief de laatste wedstrijd tegen Italië. Gedurende deze wedstrijden scoorde hij 38 punten.
Na zijn carrière als speler was hij werkzaam bij de United States Basketball Academy. In 2010 werd het volledige Olympische team van 1960 toegevoegd aan de Basketball Hall of Fame.
3 Jerry West · 
4 Walt Bellamy · 
5 Bob Boozer · 
6 Terry Dischinger · 
7 Burdette Haldorson · 
8 Darrall Imhoff · 
9 Allen Kelley · 
10 Lester Lane · 
11 Jerry Lucas · 
12 Adrian Smith · 
13 Jay Arnette · 
14 Oscar Robertson · 
Coach Pete Newell